# La forza
La forza è il singolo di debutto del soprano estone Elina Netšajeva, scritto in lingua italiana dalla stessa cantante in collaborazione con Ksenia Kutšokova e composto da Mihkel Mattisen e Timo Vendt, sotto etichetta Timulition. Il brano copre un'estensione che va dal Do3 al Fa5.
Con La forza nel 2018 Elina ha partecipato a Eesti Laul, il programma per la ricerca del rappresentante estone all'Eurovision. Avendo ottenuto il maggior numero di televoti e avendo quindi vinto il programma, ha rappresentato l'Estonia all'Eurovision Song Contest 2018.
Il brano ha gareggiato nella prima semifinale dell'8 maggio 2018, competendo con altri 18 artisti per uno dei dieci posti nella finale del 12 maggio, obiettivo che viene raggiunto. 
Nella competizione finale del 12 maggio, La forza ha ottenuto un totale di 245 punti, di cui 102 assegnati dal televoto e 145 assegnati dalle giurie, cosa che permette al brano di classificarsi all'ottavo posto.

## Tracce
Download digitale
1. La forza – 3:04

Download digitale (remix)
1. La forza (Dance Remix) – 3:22

## Classifiche
| Classifica (2018) | Posizione massima |
| ----------------- | ----------------- |
| Estonia           | 1                 |